# چرپ‌فالو
چِرِپ‌فالو (به مجاری: Cserépfalu) روستاییست در شهرستان بورشود-آبااوی-زمپلن در کشور مجارستان. جمعیت این روستا در ۲۰۰۹، ۱،۰۴۹ نفر بوده‌است.